# Stora Kvarntjärnen (Glava socken, Värmland)
Stora Kvarntjärnen är en sjö i Arvika kommun i Värmland och ingår i Göta älvs huvudavrinningsområde.